# مارتین فن‌ده‌وورت

## نامزدیحذف سریعبرای [[:{{{1}}}]]
اگر این نخستین نوشتاری است که ایجاد کرده‌اید، ممکن است مطالعهٔ راهنمای نگارش نخستین نوشتارتان برای شما مفید باشد.در صورت تمایل می‌توانید از برنامهٔ جادویی نوشتار به‌عنوان کمکی برای ایجاد نوشتار استفاده کنید.

برچسبی برای درخواست حذف سریع صفحهٔ [[:{{{1}}}]] از ویکی‌پدیا بر روی آن صفحه قرار گرفته است. این عمل مطابق با بند م۷ از معیارهای حذف سریع انجام شده است، زیرا این مقاله به‌نظر پیرامون یک باشگاه، انجمن یا گروه است که به‌شکلی باورپذیر چگونگی و دلیل اهمیت یا قابل توجه بودن آن را نشان نمی‌دهد: یعنی نشان نمی‌دهد که چرا مقالهٔ دربارهٔ آن موضوع باید در این دانشنامه گنجانده شود. مطابق با معیارهای حذف سریع، چنین مقاله‌هایی ممکن است در هر زمانی حذف شوند. لطفاً خود را با آنچه عموماً سرشناس محسوب می‌شود بیشتر آشنا کنید. 
اگر فکر می‌کنید که این صفحه نباید به این دلیل حذف شود، می‌توانید با [[:{{{1}}}|بازدید از صفحه]] و کلیک بر روی دکمهٔ «مخالفت با این حذف سریع»، با این نامزدی مخالفت کنید. این کار به شما این امکان را می‌دهد تا توضیح دهید که چرا فکر می‌کنید این صفحه نباید حذف شود. با این حال، آگاه باشید که هرگاه یک صفحه برای حذف سریع برچسب بخورد، ممکن است بی‌درنگ حذف شود. لطفاً برچسب حذف سریع را خودتان از صفحه برندارید، اما در افزودن اطلاعات بیشتر در راستای سیاست‌ها و رهنمودهای ویکی‌پدیا درنگ نکنید. اگر صفحه حذف شده است، و تمایل دارید که محتوا برای ارجاع‌دهی بیشتر یا بهبود در آینده احیا شود، لطفاً با مدیری که صفحه را حذف کرده تماس بگیرید. 
مارتین فن‌ده‌وورت (انگلیسی: Maarten Vandevoordt؛ زادهٔ ۲۶ فوریهٔ ۲۰۰۲) بازیکن فوتبال اهل بلژیک